# Mama Maria

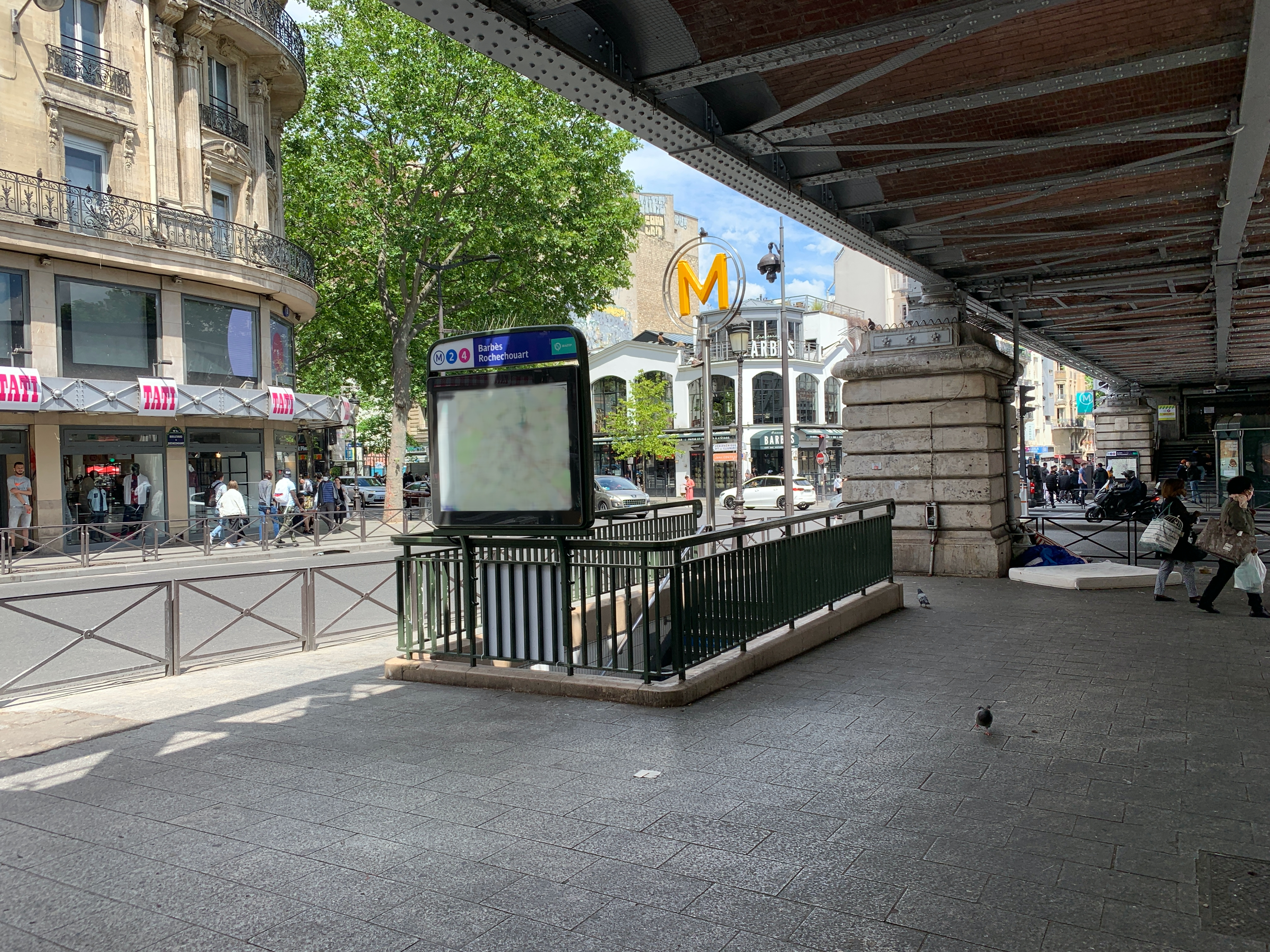
L'estació de metro de Barbès Rochechouart (París), un dels principals llocs de rodatge de la pel·lícula

Mama Maria (originalment en francès, La Daronne) és una pel·lícula francesa del 2020 dirigida per Jean-Paul Salomé. S'ha doblat i subtitulat al català.
El guió de la pel·lícula està inspirat en la novel·la homònima de l'escriptora Hannelore Cayre. Aquesta novel·la va ser guardonada l'any 2017 pel Prix du polar européen i el Gran premi de la literatura policíaca. L'autor de la novel·la, que també és coguionista del guió de la pel·lícula, també va rebre una nominació al premi César 2021 a la millor adaptació d'aquesta pel·lícula, compartida amb Jean-Paul Salomé.

## Repartiment
- Isabelle Huppert: Patience Portefeux
- Hippolyte Girardot: Philippe
- Farida Ouchani: Khadidja, la mare d'Afid
- Liliane Rovère: la mare de la Patience
- Rachid Guellaz: Scotch
- Mourad Boudaoud: Chocapic
- Iris Bry: Hortense Portefeux
- Jade Nadja Nguyen: Colette Fo
- Rebecca Marder: Gabrielle Portefeux
- Abbes Zahmani: Mohamed
- Yann Sundberg: Fredo
- Léonore Confino: directora de l'allotjament per a persones grans en situació de dependència
- Salah Maouassa: Reda